# Президентские выборы в Гватемале (1910)
Президентские выборы в Гватемале проходили 11 апреля 1910 года. Мануэль Эстрада Кабрера, который был единственным кандидатом, был вновь переизбран. Он начал свой третий срок 15 марта 1911 года.

## Результаты
| Кандидат                           | Партия                             | Голоса  | %   |
| ---------------------------------- | ---------------------------------- | ------- | --- |
| Мануэль Эстрада Кабрера            | Либеральная партия                 | 551 145 | 100 |
| Недействительных/пустых бюллетеней | Недействительных/пустых бюллетеней |         | –   |
| Всего                              | Всего                              | 551 145 | 100 |